# Bezirk Gjakova
| Rajoni i Gjakovës (albanisch) Đakovički okrug/Ђаковички округ (serbisch) | Rajoni i Gjakovës (albanisch) Đakovički okrug/Ђаковички округ (serbisch) |
| Lage des Bezirks im Kosovo (anklickbare Karte)                           | Lage des Bezirks im Kosovo (anklickbare Karte)                           |
| ------------------------------------------------------------------------ | ------------------------------------------------------------------------ |
| Staat                                                                    | Kosovo                                                                   |
| Fläche:                                                                  | 1.225 km²                                                                |
| Einwohner                                                                | 196.867                                                                  |
| Bevölkerungsdichte                                                       | 190 km²                                                                  |
| Bezirkshauptstadt                                                        | Gjakova                                                                  |
| Gemeinden                                                                | 4                                                                        |
| Dörfer                                                                   | 170                                                                      |
| Kfz-Kennzeichen                                                          | 07                                                                       |

Der Bezirk Gjakova (albanisch Rajoni i Gjakovës, serbisch Ђаковички округ Đakovički okrug) ist einer der sieben kosovarischen Bezirke und liegt im Westen des Kosovo.
Am 17. Februar 2008 hat das Parlament des Kosovo die Unabhängigkeit von Serbien erklärt. Seitdem ist der Status international umstritten.
Für den Bezirk Gjakova gilt die 07 als kosovarisches Kennzeichen. Der Sitz des Bezirks ist Gjakova.

## Gemeinden
Der Bezirk Gjakova beinhaltet vier Gemeinden und 170 Dörfer.
| Gemeinde       | Verwaltungssitz | Bevölkerung (2011) | Fläche (km²) | Bevölkerungsdichte (km²) | Dörfer |
| -------------- | --------------- | ------------------ | ------------ | ------------------------ | ------ |
| Gjakova        | Gjakova         | 94.557             | 587          | 161.1                    | 91     |
| Rahovec        | Rahovec         | 75.053             | 276          | 220.5                    | 34     |
| Deçan          | Deçan           | 38.984             | 180          | 216.6                    | 37     |
| Junik          | Junik           | 6.078              | 86           | 70.7                     | 10     |
| Bezirk Gjakova |                 | 214.672            | 1.129        | 172.4                    | 170    |

## Postleitzahlen
| Gjakova | Gjakova | Gjakova    | 50000 |
| Gjakova | Gjakova | Gjakova 1  | 50010 |
| Gjakova | Gjakova | Gjakova 4  | 50040 |
| Gjakova | Gjakova | Gjakova 5  | 50050 |
| Gjakova | Gjakova | Gjakova 6  | 50060 |
| Gjakova | Gjakova | Gjakova 7  | 50070 |
| Gjakova | Gjakova | Gjakova 8  | 50080 |
| Gjakova | Gjakova | Gjakova 9  | 50090 |
| Gjakova | Gjakova | Gjakova 10 | 50100 |
| Gjakova | Gjakova | Bishtazhin | 50500 |
| Gjakova | Deçan   | Deçan      | 51000 |
| Gjakova | Deçan   | Junik      | 51050 |
| Quelle: Post- und Telekommunikationsgesellschaft Kosovos Liste der Postleitzahlen. Archiviert vom Original am 30. Juni 2006. |         |            |       |